# カイナン
カイナン（ヘブライ語: קֵינָן, 現代ヘブライ語: Qeinan）は、旧約聖書の『創世記』にその名前が現れる人物。創世記5章9節から14節によると、カイナンはセトの孫で、父エノスが90歳のときに生まれ、自身が70歳のときに子マハラレルが生まれ、910歳で死んだとされる。ヨベル書によると、カイナンの母親はエノスの妹であるノエムである。

## 訳による表記の違い
日本語訳聖書では訳本によって表記が異なる。
- 文語訳聖書、口語訳聖書「カイナン」
- 新世界訳聖書創世記では「ケナン」、ルカによる福音書では「カイナン」
- 新共同訳聖書「ケナン」

## ルカによる福音書での記述
文語訳聖書と口語訳聖書、新世界訳聖書ではルカによる福音書に述べられているイエス・キリストの系譜内にカイナンが2度登場する。一つは創世記5章9節同様に「エノスの子、マハラレルの父」として。もう一つは「シェラの父、アルパクシャドの子」とされている。しかし、創世記におけるセムの系図に関する記述では「アルパクシャドは35歳になってシェラを生んだ」とされておりカイナンは登場しない。
新共同訳聖書でのルカによる福音書では、「エノスの子」として「ケナン」が登場し、「アルパクシャドの子」として「カイナム」が登場している。しかし、創世記におけるセムの系図の記述ではアルパクシャドは35歳になってシェラを生んだ」とあり、どちらも登場しない。